# Leptopilina boulardi
Leptopilina boulardi is een vliesvleugelig insect uit de familie van de Figitidae. De wetenschappelijke naam van de soort is voor het eerst geldig gepubliceerd in 1979 door Barbotin, Carton & Keiner-Pillault.